# Teorema fundamental del cálculo
El teorema fundamental del cálculo consiste (intuitivamente) en la afirmación de que la derivación e integración de una función son operaciones inversas. Esto significa que toda función acotada e integrable (siendo continua o discontinua en un número finito de puntos) verifica que la derivada de su integral es igual a ella misma. Este teorema es central en la rama de las matemáticas denominada análisis matemático o cálculo infinitesimal.
El teorema fue fundamental porque hasta entonces el cálculo aproximado de áreas -integrales- en el que se venía trabajando desde Arquímedes, era una rama de la matemática que se seguía por separado del cálculo diferencial que se venía desarrollando por Isaac Newton, Isaac Barrow y Gottfried Leibniz en el siglo XVIII, y dio lugar a conceptos como el de las derivadas. Las integrales eran investigadas como formas de estudiar áreas y volúmenes, hasta que en ese punto de la historia ambas ramas convergieron, al demostrarse que el estudio del «área bajo una función» estaba íntimamente vinculado al cálculo diferencial, resultando la integración la operación inversa a la derivación.
Una consecuencia directa de este teorema es la regla de Barrow, denominada en ocasiones segundo teorema fundamental del cálculo, y 
que permite calcular fácilmente el valor de la integral definida a partir de primitivas de la función en diversos puntos.

## Historia
El teorema fundamental del cálculo se refiere a la diferenciación e integración, demostrando que estas dos operaciones son esencialmente inversas la una de la otra. Antes del descubrimiento de este teorema, no se reconoció que estas dos operaciones estaban relacionadas. Los antiguos matemáticos griegos sabían cómo calcular el área a través de los infinitesimales, una operación que ahora llamaríamos integración. Los orígenes de la diferenciación son también anteriores al teorema fundamental del cálculo en cientos de años; por ejemplo, en el siglo XIV las nociones de continuidad de funciones y de movimiento eran estudiadas por los calculadores de Oxford y otros estudiosos. La relevancia histórica del teorema fundamental del cálculo no es la capacidad de calcular estas operaciones, sino la constatación de que estas dos operaciones distintas en apariencia (cálculo de áreas geométricas y cálculo de velocidades) estaban finalmente en estrecha relación.
La primera declaración publicada y prueba de una versión restringida del teorema fundamental fue hecha por James Gregory (1638–1675). Isaac Barrow (1630–1677) demostró una versión más generalizada del teorema, mientras que el estudiante de Barrow, Isaac Newton (1642–1727), completó el desarrollo de la teoría matemática concernida. Gottfried Leibniz (1646–1716) sistematizó el conocimiento en un cálculo de las cantidades infinitesimales e introdujo la notación utilizada en la actualidad.

## Intuición geométrica

El área rayada en rojo puede ser calculada como veces, o, si se conociera la función, como. Estos valores son aproximadamente iguales, especialmente para valores pequeños de.

Supóngase que se tiene una función continua {\displaystyle y=f(x)} cuya representación gráfica es una curva. Entonces, para cada valor de {\displaystyle x} tiene sentido de manera intuitiva pensar que existe una función {\displaystyle A(x)} que representa el área bajo la curva entre {\displaystyle 0} y {\displaystyle x} aún sin conocer su expresión.
Supóngase ahora que se quiere calcular el área bajo la curva entre {\displaystyle x} y {\displaystyle x+h}. Se podría hacer hallando el área entre {\displaystyle 0} y {\displaystyle x+h} y luego restando el área entre {\displaystyle 0} y {\displaystyle x}. En resumen, el área sería {\displaystyle A(x+h)-A(x)}.
Otra manera de estimar esta misma área es multiplicar {\displaystyle h} por {\displaystyle f(x)} para hallar el área de un rectángulo que coincide aproximadamente con la «loncha». Nótese que la aproximación al área buscada es más precisa cuanto más pequeño sea el valor de {\displaystyle h}.
Por lo tanto, se puede decir que {\displaystyle A(x+h)-A(x)} es aproximadamente igual a {\displaystyle f(x)\cdot h}, y que la precisión de esta aproximación mejora al disminuir el valor de {\displaystyle h}. En otras palabras, {\displaystyle f(x)\cdot h\approx A(x+h)-A(x)}, convirtiéndose esta aproximación en igualdad cuando {\displaystyle h} tiende a 0 como límite.
Dividiendo los dos lados de la ecuación por {\displaystyle h} se obtiene
{\displaystyle f(x)\approx {\frac {A(x+h)-A(x)}{h}}}
Cuando {\displaystyle h} tiende a {\displaystyle 0}, se observa que el miembro derecho de la ecuación es sencillamente la derivada {\displaystyle A'(x)} de la función {\displaystyle A(x)} y que el miembro izquierdo se queda en {\displaystyle f(x)} al ya no estar {\displaystyle h} presente.
Se muestra entonces de manera informal que {\displaystyle f(x)=A'(x)}, es decir, que la derivada de la función de área {\displaystyle A(x)} es en realidad la función {\displaystyle f(x)}. Dicho de otra forma, la función de área {\displaystyle A(x)} es la antiderivada de la función original.
| Animación del teorema fundamental del cálculo |

Lo que se ha mostrado es que, intuitivamente, calcular la derivada de una función y «hallar el área» bajo su curva son operaciones «inversas», es decir, el objetivo del teorema fundamental del cálculo integral.

## Primer teorema fundamental del cálculo

### Teorema
Sea {\displaystyle f} una función integrable en el intervalo {\displaystyle [a,b],} definimos {\displaystyle F} en {\displaystyle [a,b]} como
{\displaystyle F(x)=\int _{a}^{x}f(t)dt}
si {\displaystyle f} es continua en {\displaystyle c\in (a,b)}, entonces {\displaystyle F} es diferenciable en {\displaystyle c} y 
{\displaystyle F'(c)=f(c)}

### Lema
Sea {\displaystyle f} integrable sobre {\displaystyle [a,b]} y {\displaystyle m\leq f(x)\leq M\quad \forall \;x\in [a,b]} entonces
{\displaystyle m(b-a)\leq {\int _{a}^{b}f(t)dt}\leq M(b-a)}

#### Demostración
Está claro que
{\displaystyle m(b-a)\leq L(f,P)\leq U(f,P)\leq M(b-a)}
para toda partición {\displaystyle P}. Puesto que 
{\displaystyle \int _{a}^{b}f(t)dt=\sup {L(f,P)}=\inf {U(f,P)}}
la desigualdad se sigue inmediatamente.

### Demostración 1
Por definición se tiene que 
{\displaystyle F'(c)={\lim _{h\rightarrow 0}{\frac {F(c+h)-F(c)}{h}}}}
Sea {\displaystyle h>0} entonces 
{\displaystyle F(c+h)-F(c)={\int _{c}^{c+h}f(t)dt}}
Se definen {\displaystyle m_{h}} y {\displaystyle M_{h}} como:
{\displaystyle {\begin{aligned}m_{h}&=\inf\{f(x)|c\leq x\leq c+h\}\\M_{h}&=\sup\{f(x)|c\leq x\leq c+h\}\end{aligned}}}
Aplicando el lema se observa que:
{\displaystyle m_{h}\cdot h\leq {\int _{c}^{c+h}f(t)dt}\leq M_{h}\cdot h}
Por lo tanto,
{\displaystyle m_{h}\leq {\frac {F(c+h)-F(c)}{h}}\leq M_{h}}
Sean {\displaystyle h<0} y
{\displaystyle {\begin{aligned}{m}_{h}^{*}&=\inf\{f(x)|c+h\leq x\leq c\}\\{M}_{h}^{*}&=\sup\{f(x)|c+h\leq x\leq c\}\end{aligned}}}
Aplicando el lema se observa que
{\displaystyle {m}_{h}^{*}\cdot (-h)\leq {\int _{c+h}^{c}f(t)dt}\leq {M}_{h}^{*}\cdot (-h)}
Como
{\displaystyle F(c+h)-F(c)={\int _{c}^{c+h}f(t)dt}=-{\int _{c+h}^{c}f(t)dt}}
entonces
{\displaystyle {M}_{h}^{*}\cdot h\leq F(c+h)-F(c)\leq {m}_{h}^{*}\cdot h}
Puesto que {\displaystyle h<0}, se tiene que
{\displaystyle {m}_{h}^{*}\leq {\frac {F(c+h)-F(c)}{h}}\leq {M}_{h}^{*}}
Y como {\displaystyle f} es continua en {\displaystyle c} se tiene que
{\displaystyle \lim _{h\rightarrow 0}m_{h}=\lim _{h\rightarrow 0}M_{h}=\lim _{h\rightarrow 0}{m}_{h}^{*}=\lim _{h\rightarrow 0}{M}_{h}^{*}=f(c)}
y esto lleva a que
{\displaystyle F'(c)={\lim _{h\rightarrow 0}{\frac {F(c+h)-F(c)}{h}}}=f(c)}

### Demostración 2
| Otra demostración del teorema fundamental del cálculo |
| Cogiendo un intervalo cerrado {\displaystyle [a,x]} sobre {\displaystyle [a,b]}, ya que {\displaystyle f(t)} es continua en {\displaystyle [a,b]}, también lo será en {\displaystyle [a,x]}. Según el teorema del valor medio para integrales se cumple que: {\displaystyle \exists \xi \in [a,x]:\quad f(\xi )={\frac {1}{x-a}}\int _{a}^{x}f(t)dt} Haciendo el intervalo muy pequeño de tal manera que {\displaystyle x\longrightarrow \ a} y debido a esa tendencia se tiene también que {\displaystyle \xi \longrightarrow \ a} Por lo que en los límites se llega a: {\displaystyle \lim _{\xi \to a}f(\xi )=\lim _{x\to a}{\frac {\int _{a}^{x}f(t)dt}{x-a}}} Sabemos que : {\displaystyle \int _{a}^{a}f(t)dt=0} Entonces la ecuación se la puede escribir como : {\displaystyle \lim _{\xi \to a}f(\xi )=\lim _{x\to a}{\frac {\int _{a}^{x}f(t)dt-\int _{a}^{a}f(t)dt}{x-a}}} Dado que {\displaystyle F(x)=\int _{a}^{x}f(t)dt} , entonces {\displaystyle F(a)=\int _{a}^{a}f(t)dt} {\displaystyle \lim _{\xi \to a}f(\xi )=\lim _{x\to a}{\frac {F(x)-F(a)}{x-a}}} Y debido a que {\displaystyle f(t)} es continua en a, entonces {\displaystyle \lim _{\xi \to a}f(\xi )=f(a)} {\displaystyle f(a)=\lim _{x\to a}{\frac {F(x)-F(a)}{x-a}}} Vista la ecuación de otra manera: {\displaystyle f(x)\|_{x=a}={\frac {dF(x)}{dx}}\|_{x=a}} Por lo tanto {\displaystyle {\frac {dF(x)}{dx}}=f(x)} o también {\displaystyle {\frac {d}{dx}}\int _{a}^{x}f(t)dt=f(x)} Y en consecuencia {\displaystyle \forall c\in (a,b):\quad {\frac {d}{dx}}\int _{a}^{x}f(t)dt\ \|_{x=c}=f(c)} Con ello se demuestra el primer teorema fundamental del cálculo. |

### Consecuencias

#### Corolario
Si {\displaystyle f} es continua en {\displaystyle [a,b]} y {\displaystyle f=g'} para alguna función {\displaystyle g} entonces
{\displaystyle \int _{a}^{b}f(t)dt=g(b)-g(a)}

#### Demostración
Sea
{\displaystyle F(x)=\int _{a}^{x}f(t)dt}
entonces {\displaystyle F'=f=g'} en {\displaystyle [a,b]}, por lo que {\displaystyle \exists \;c\in \mathbb {R} } tal que  
{\displaystyle F=g+c}
Nótese que
{\displaystyle 0=F(a)=g(a)+c}
de donde se sigue que {\displaystyle c=-g(a)}; así
{\displaystyle F(x)=g(x)-g(a)}
En particular cuando {\displaystyle x=b} entonces
{\displaystyle \int _{a}^{b}f(t)dt=F(b)=g(b)-g(a)}
En ocasiones a este corolario se le llega a denominar como el «segundo teorema fundamental del cálculo».
Si utilizamos la regla de la cadena obtenemos como consecuencia directa del primer teorema fundamental del cálculo 
{\displaystyle {\dfrac {\mathop {} \!\mathrm {d} }{\mathop {} \!\mathrm {d} x}}{\int _{a(x)}^{b(x)}f(t)\mathop {} \!\mathrm {d} t}=f(b(x))\cdot b^{\prime }(x)-f(a(x))\cdot a^{\prime }(x)}
siendo {\textstyle f(t)} una función continua sobre el intervalo {\displaystyle \left[a(x),b(x)\right]} donde {\displaystyle a(x)} y {\displaystyle b(x)} son funciones diferenciables.

### Ejemplos

#### Ejemplo 1
Si
{\displaystyle F(x)=\int _{0}^{x}t^{2}dt}
entonces
{\displaystyle F'(x)=x^{2}}

#### Ejemplo 2
Si
{\displaystyle H(x)=\int _{0}^{e^{3x}}\operatorname {sen}(t)dt}
entonces
{\displaystyle {\begin{aligned}H'(x)&=\operatorname {sen} \left(e^{3x}\right)e^{3x}\cdot 3\\&=3e^{3x}\operatorname {sen} \left(e^{3x}\right)\end{aligned}}}

#### Ejemplo 3
Si
{\displaystyle G(x)=\int _{0}^{x^{2}}{\text{arcsen}}(t)dt}
entonces
{\displaystyle {\begin{aligned}G'(x)&={\text{arcsen}}(x^{2})\cdot 2x\\&=2x\;{\text{arcsen}}(x^{2})\end{aligned}}}

#### Ejemplo 4
Si
{\displaystyle J(x)=\int _{0}^{\int _{a}^{x}{\frac {1}{(1+\operatorname {sen} ^{2}t)}}dt}{\frac {1}{(1+\operatorname {sen} ^{2}t)}}dt}
entonces
{\displaystyle J'(x)={\frac {1}{\left(1+\operatorname {sen} ^{2}(\int _{a}^{x}{\frac {1}{(1+\operatorname {sen} ^{2}t)}}dt)\right)}}\,\cdot \,{\frac {1}{(1+\operatorname {sen} ^{2}x)}}}

## Segundo teorema fundamental del cálculo

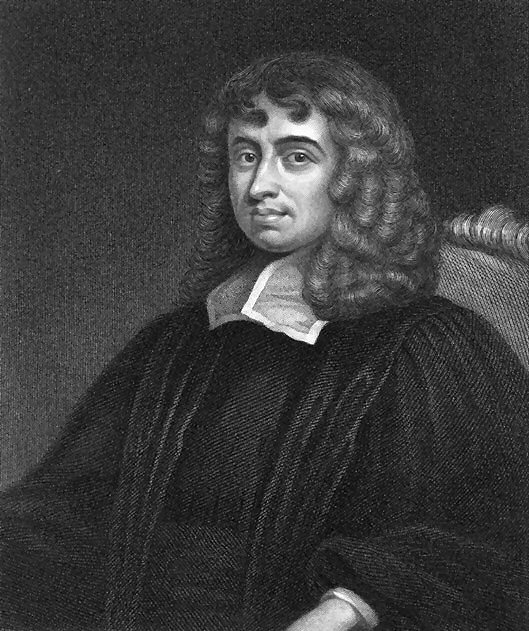
Isaac Barrow

El segundo teorema fundamental del cálculo integral (o regla de Newton-Leibniz, o también regla de Barrow, en honor al matemático inglés Isaac Barrow, profesor de Isaac Newton) es una propiedad de las funciones continuas que permite calcular fácilmente el valor de la integral definida a partir de cualquiera de las primitivas de la función.

### Teorema
Sea {\displaystyle f} una función integrable en el intervalo {\displaystyle [a,b]} y {\displaystyle f=g'} para alguna función {\displaystyle g} entonces
{\displaystyle \int _{a}^{b}f(x)dx=g(b)-g(a)}

### Demostración
Sea {\displaystyle {\mathcal {P}}=\{t_{0}<\cdots <t_{n}\}} partición cualquiera del intervalo {\displaystyle [a,b]}, por el teorema del valor medio {\displaystyle \exists \;x_{i}\in [t_{i-1},t_{i}]} tal que
{\displaystyle {\begin{aligned}g(t_{i})-g(t_{i-1})&=g'(x_{i})(t_{i}-t_{i-1})\\&=f(x_{i})(t_{i}-t_{i-1})\end{aligned}}}
Si
{\displaystyle {\begin{aligned}m_{i}&=\inf\{f(x):t_{i-1}\leq x\leq t_{i}\}\\M_{i}&=\sup\{f(x):t_{i-1}\leq x\leq t_{i}\}\end{aligned}}}.
entonces
{\displaystyle m_{i}(t_{i}-t_{i-1})\leq f(x_{i})(t_{i}-t_{i-1})\leq M_{i}(t_{i}-t_{i-1})}
es decir 
{\displaystyle m_{i}(t_{i}-t_{i-1})\leq g(t_{i})-g(t_{i-1})\leq M_{i}(t_{i}-t_{i-1})}
Sumando estas ecuaciones para {\displaystyle i=1,2,\dots ,n} se obtiene
{\displaystyle \sum _{i=1}^{n}m_{i}(t_{i}-t_{i-1})\leq g(b)-g(a)\leq \sum _{i=1}^{n}M_{i}(t_{i}-t_{i-1})}
de manera que 
{\displaystyle {\mathcal {L}}(f,{\mathcal {P}})\leq g(b)-g(a)\leq {\mathcal {U}}(f,{\mathcal {P}})}
para toda partición de {\displaystyle {\mathcal {P}}}, por lo tanto
{\displaystyle \int _{a}^{b}{f(t)}\,dt=g(b)-g(a)}

### Ejemplos
Considérese la integral
{\displaystyle \int _{0}^{\pi }\cos(x)dx}
Se tiene que {\displaystyle F(x)=\operatorname {sen}(x)} pues {\displaystyle F'(x)=f(x)=\cos(x)} por lo que
{\displaystyle {\begin{aligned}\int _{0}^{\pi }\cos(x)dx&=\operatorname {sen}(x){\bigg |}_{0}^{\pi }\\&=\operatorname {sen}(\pi )-\operatorname {sen}(0)\\&=0\end{aligned}}}
Considérese la integral 
{\displaystyle \int _{1}^{e}{\frac {dx}{x}}}
Se tiene que {\displaystyle F(x)=\ln(x)} pues {\displaystyle F'(x)=f(x)=1/x} por lo que
{\displaystyle {\begin{aligned}\int _{1}^{e}{\frac {dx}{x}}&=\ln(x){\bigg |}_{1}^{e}\\&=\ln(e)-\ln(1)\\&=1\end{aligned}}}
Como se puede integrar inmediatamente.